# NTV (Kenia)
NTV es un canal de televisión keniata de carácter generalista que entró en vigor el 12 de mayo de 2005. Un nuevo rostro previo de la estación de Nation TV bajo el Nation Media Grupos brazo que ha estado en existencia desde 1999.
Ha sido una estación de televisión muy popular en Kenia junto con Kenya Television Network, Kenya Broadcasting Corporation, entre otros.
En septiembre de 2007, NTV se puso en línea con su contenido en YouTube. En el primer mes recibió más de 325.000 visitas, tres honores, y un promedio de 4000 visitas por cada vídeo subido. A mediados de 2012, NTV se puso en marcha en YouTube. Tras este movimiento, la blogosfera estaba llena de elogios con el corresponsal en EE. UU. de NTV (BMJ) Ben Mutua Jonathan Muriithi, a la que calificó de una tecno-revolución de los medios de comunicación entre los kenianos en todo el mundo.